# Вооружённое восстание в Мелилье
Вооружённое восстание в Мелилье — восстание, произошедшее в начале гражданской войны в Испании, направленное против испанских республиканских сил. Повстанцы захватили основные гарнизоны испанской армии в Африке и к 18 июля 1936 года подавили сопротивление офицеров армии, лояльных республиканскому правительству. Сторонники Второй Испанской Республики были арестованы или расстреляны.

## Предыстория
Одной из главных целей испанского переворота в июле 1936 года было обеспечение безопасности Испанского Марокко, поскольку Испанская армия Африки была основной ударной силой Испанской республиканской армии. В эту силу входили испанские регулярные солдаты, Испанский легион и марокканские наемники, известные как «Регулярес». Большинство их офицеров поддержали заговор и отвергли либеральную демократию. Только горстка офицеров, таких как генерал Мануэль Ромералес (главнокомандующий испанской армией в Марокко), генерал Гомес Морато и верховный комиссар Пласидо Альварес Буйлья, были лояльны Республике. Испанские рабочие в Марокко были безоружны и изолированы от марокканского населения.

## Переворот

### 17 июля: Мелилья
Лидер заговора Эмилио Мола приказал Африканской армии восстать в 5 утра 18 июля. Однако план был раскрыт офицерами-республиканцами Мелильи 17 июля, что побудило лидера заговора начать восстание. Повстанцы арестовали генерала Ромералеса и захватили радиостанцию, провозгласившую военное положение. Легионеры, регуляры и штурмовые гвардейцы в Мелилье присоединились к восстанию. Захватив ключевые здания, они подавили сопротивление в рабочих кварталах. Генерал Ромералес, мэр Мелильи, правительственный делегат, командир аэродрома, Вирхилио Лерет Руис и все, кто сопротивлялся восстанию, были расстреляны. Когда генерал Морато узнал о восстании, он сел на самолет в Мелилье, но был арестован мятежниками при приземлении.

### 17 июля: Сеута и Тетуан
Затем повстанцы позвонили в Сеуту и Тетуан и отправили телеграмму Франко в Лас-Пальмас. Полковник Хуан Ягуэ Бланко со II батальоном Испанского легиона захватил Сеуту, а полковник Саенс де Буруага с V полком Бандеры Испанского легиона взял Тетуан.
Войска повстанцев в Сеуте заняли рабочие кварталы и убили видных профсоюзных деятелей и мэра города, а в Тетуане Иностранный легион захватил Каса-дель-Пуэбло и казнил профсоюзных деятелей и всех лиц, у которых было обнаружено оружие. Кроме того, полковник Ян Луис Бегбедер получил поддержку великого визиря Тетуана Мулая Хассана, и марокканские добровольцы начали присоединяться к восстанию.

### 18 июля
В Лараше переворот начался в два часа ночи 18 июля. Последовало несколько столкновений, в которых были убиты пять штурмовых гвардейцев и два офицера повстанцев, но к рассвету город оказался в руках повстанцев. К середине утра единственными оставшимися очагами сопротивления были резиденция Верховного комиссара и база ВВС в Тетуане.
Повстанцы пригрозили бомбить оба очагов сопротивления, и через несколько часов защитники сдались националистам; все они были казнены, среди них верховный комиссар и майор де ла Пуэнте Бахамонде — двоюродный брат Франсиско Франко. В тот же день рабочие Тетуана и Мелильи попытались провести всеобщую забастовку, но были подавлены повстанческими войсками.

### Репрессии националистов
В своих секретных указаниях от 30 июня о перевороте в Марокко Мола приказал: «уничтожить левые элементы, коммунистов, анархистов, членов профсоюзов и т. д.» В тот же день, когда началось восстание, были арестованы все члены профсоюзов, левых партий, масонских лож и все, кто голосовал за Народный фронт. В первую ночь националисты казнили 189 гражданских лиц и солдат. 20 июля националисты открыли свой первый франкистский концентрационный лагерь в Мелилье.

## Последствия
К 18 июля Испанская армия Африки захватила все Испанское Марокко и подавила сопротивление. В тот же день Франсиско Франко начал восстание на Канарских островах. Затем он взял самолет De Havilland Dragon Rapide, оплаченный Луисом Болином, и вылетел в Касабланку во Французском Марокко. 19 июля Франко продолжил путь в Тетуан и назначил себя главнокомандующим Испанской армией в Марокко.
Большая часть республиканского флота осталась верна правительству. Верные корабли патрулировали Гибралтарский пролив, и Испанское Марокко было изолировано от удерживаемых мятежниками городов в Андалусии: Севильи, Кадиса, Кордовы и Гранады. Тем не менее, с помощью нацистской Германии и фашистской Италии националистам удалось переправить войска Армии Африки на материк и начать наступление на Мадрид.